# کارلین باو
کارلین باو (هلندی: Carline Bouw؛ زادهٔ ۱۴ دسامبر ۱۹۸۴) قایقران روئینگ اهل هلند است.